# Bărăști
Bărăști est une commune roumaine située dans le județ d'Olt.